# Подем
Подем (болг. Подем) — село в Болгарии. Находится в Плевенской области, входит в общину Долна-Митрополия. Население составляет 988 человек.

## Политическая ситуация
В местном кметстве Подем, в состав которого входит Подем, должность кмета (старосты) исполняет Никола Ницов Христов (независимый) по результатам выборов правления кметства.
Кмет (мэр) общины Долна-Митрополия — Александр  Пенков Печеняков (Болгарская социалистическая партия (БСП)) по результатам выборов в правление общины.